# International Premier Tennis League 2016
El International Premier Tennis League 2016 (oficialmente el Coca-Cola Internacional Premier League Tenis 2016) es la tercera temporada de la liga por equipo de tenis profesional disputada por cuatro equipos en Asia .

## Equipo y jugadores
Cuatro equipos competirán en la temporada 2016 IPTL.
Aunque el IPTL había anunciado que los jugadores iconos Roger Federer y Serena Williams participarían este año, ambos jugadores se retiraron debido a causas financieras poco después de que la liga comenzara.
| Category    | Indian Aces        | Japan Warriors    | Singapore Slammers | UAE Royals       |
| ----------- | ------------------ | ----------------- | ------------------ | ---------------- |
| Hombre      |                    |                   |                    |                  |
| Categoría A | Feliciano López    | Kei Nishikori     | Nick Kyrgios       | Tomáš Berdych    |
| Categoría B | Ivan Dodig         | Fernando Verdasco | Marcos Baghdatis   | Pablo Cuevas     |
| Dobles      | Rohan Bopanna      | Jean-Julien Rojer | Marcelo Melo       | Daniel Nestor    |
| Leyendas A  | Thomas Enqvist     | Marat Safin       | Carlos Moyá        | Goran Ivanišević |
| Leyendas B  | Mark Philippoussis | Fernando González | Rainer Schüttler   | Thomas Johansson |
| Mujer       |                    |                   |                    |                  |
| Categoría A | Sania Mirza        | Jelena Janković   | Kiki Bertens       | Ana Ivanovic     |
| Categoría B | Kirsten Flipkens   | Kurumi Nara       |                    | Martina Hingis   |

## Horario
| Rondas | Lugar                               | Fecha           | Equipo 1           | Resultado | Equipo 2           |
| ------ | ----------------------------------- | --------------- | ------------------ | --------- | ------------------ |
| 1      | Saitama Saitama Super Arena         | 2 de diciembre  | UAE Royals         | 29–19     | Singapore Slammers |
| 1      | Saitama Saitama Super Arena         | 2 de diciembre  | Japan Warriors     | 17–30     | Indian Aces        |
| 2      | Saitama Saitama Super Arena         | 3 de diciembre  | Singapore Slammers | 25–26     | Indian Aces        |
| 2      | Saitama Saitama Super Arena         | 3 de diciembre  | Japan Warriors     | 23–20     | UAE Royals         |
| 3      | Saitama Saitama Super Arena         | 4 de diciembre  | UAE Royals         | 30–20     | Indian Aces        |
| 3      | Saitama Saitama Super Arena         | 4 de diciembre  | Japan Warriors     | 23-27     | Singapore Slammers |
| 4      | Singapore Singapore Indoor Stadium  | 6 de diciembre  | Indian Aces        | 26-19     | UAE Royals         |
| 4      | Singapore Singapore Indoor Stadium  | 6 de diciembre  | Japan Warriors     | 23-27     | Singapore Slammers |
| 5      | Singapore Singapore Indoor Stadium  | 7 de diciembre  | Indian Aces        | 20-27     | Japan Warriors     |
| 5      | Singapore Singapore Indoor Stadium  | 7 de diciembre  | Singapore Slammers | 30-18     | UAE Royals         |
| 6      | Singapore Singapore Indoor Stadium  | 8 de diciembre  | UAE Royals         | 20-23     | Japan Warriors     |
| 6      | Singapore Singapore Indoor Stadium  | 8 de diciembre  | Singapore Slammers | 22-23     | Indian Aces        |
| 7      | Hyderabad Gachibowli Indoor Stadium | 9 de diciembre  | UAE Royals         | 20-25     | Japan Warriors     |
| 7      | Hyderabad Gachibowli Indoor Stadium | 9 de diciembre  | Indian Aces        | 24-19     | Singapore Slammers |
| 8      | Hyderabad Gachibowli Indoor Stadium | 10 de diciembre | Singapore Slammers | 30-20     | Japan Warriors     |
| 8      | Hyderabad Gachibowli Indoor Stadium | 10 de diciembre | Indian Aces        | 20-24     | UAE Royals         |
| Final  | Hyderabad Gachibowli Indoor Stadium | 11 de diciembre | Singapore Slammers | 30-14     | Indian Aces        |

## Estatus
Tabla de posiciones se determinan por el número de puntos. 3 puntos por partido ganado, 1 punto por partidos perdidos de al menos 20 juegos de victorias. 
Los dos mejores equipos se clasifican para la final.
| P | Equipos            | PJ | G | P | JG  | JP  | Pts |
| - | ------------------ | -- | - | - | --- | --- | --- |
| 1 | Indian Aces        | 8  | 5 | 3 | 189 | 183 | 18  |
| 3 | Singapore Slammers | 8  | 4 | 4 | 201 | 179 | 14  |
| 4 | Japan Warriors     | 8  | 4 | 4 | 174 | 196 | 14  |
| 4 | UAE Royals         | 8  | 3 | 5 | 180 | 186 | 12  |